# Gråtofsad hjälmtörnskata
Gråtofsad hjälmtörnskata (Prionops poliolophus) är en törnskateliknande afrikansk fågel som numera placeras i familjen vangor inom ordningen tättingar. Den förekommer i ett begränsat område i Kenya och västra Tanzania. IUCN kategoriserar den som nära hotad.

## Utseende och läte

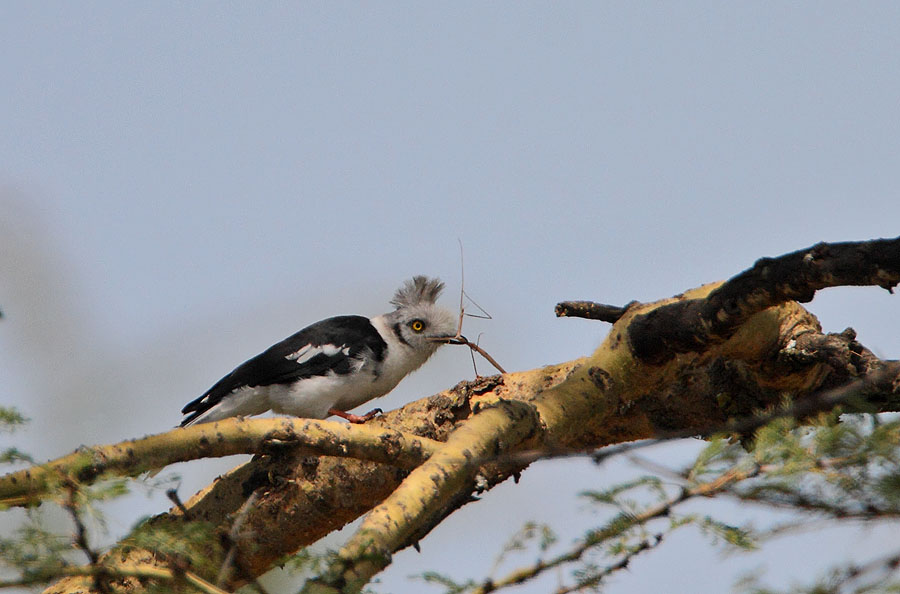

Gråtofsad hjälmtörnskata är en 24–26 cm lång flocklevande svartvit fågel med en tydlig och lång grå tofs på huvudet och ett stort vitt streck på vingen. På närhåll syns ett gult öga utan flik kring, olikt liknande vanligare arten vittofsad hjälmtörnskata (P. plumosus). Denna är också mindre, har vit tofs längre fram på hjässan och en svartaktig fläck på bröstsidan. Lätena består av näbbknäppande och olika sorters klickande och spinnande ljud.

## Utbredning och systematik
Fågeln förekommer i torr törnbuskmark i Kenya och västra Tanzania. Den behandlas som monotypisk, det vill säga att den inte delas in i några underarter.

### Familjetillhörighet
Hjälmtörnskatorna i Prionops placerades tidigare i en egen familj. DNA-studier visar dock att de står nära vangorna och inkluderas allt oftare i den familjen.

## Status och hot
Arten tros minska i antal till följd av habitatförstörelse. Beståndet har inte uppskattats till antal, men den beskrivs som fåtalig. IUCN kategoriserar arten som nära hotad.

## Namn
Dess vetenskapliga artnamn poliolophus betyder just "gråtofsad".